# Spark (Londen)
Spark is een historisch merk van motorfietsen.
De bedrijfsnaam was: Spark Motors, Upper Thames Street, London.
Het was een Engels merk dat een 2 pk motor met gepatenteerde oppervlaktecarburateur bouwde. De machines waren voor die tijd al primitief, rond een verzwaard fietsframe opgebouwd. De productie begon in 1903 maar eindigde al in 1904.
- Er was nog een merk met de naam Spark, zie Spark (Coventry).